# Marco Prieto
Marco Antonio Prieto (Asunción, 7 de octubre de 1985) es un futbolista paraguayo. Juega como delantero y actualmente milita en el Club Juventud de Coronel Bogado

## Clubes
| Club                  | País      | Año           |
| --------------------- | --------- | ------------- |
| Cerro Porteño PF      | Paraguay  | 2008-2010     |
| Sportivo Carapeguá    | Paraguay  | 2011          |
| Cerro Porteño PF      | Paraguay  | 2011-2012     |
| Sportivo Carapeguá    | Paraguay  | 2012          |
| General Díaz          | Paraguay  | 2013          |
| Nacional              | Paraguay  | 2013-2014     |
| Mitre (SdE)           | Argentina | 2014          |
| Central Córdoba (SdE) | Argentina | 2015          |
| Magallanes            | Chile     | 2016          |
| Magdalena             | Colombia  | 2017          |
| Ñublense              | Chile     | 2018          |
| Chaco For Ever        | Argentina | 2018-2019     |
| River Plate           | Paraguay  | 2019-presente |